# Onslow Village
Onslow Village – wieś w Anglii, w hrabstwie Surrey, w dystrykcie Guildford. Leży 45 km na południowy zachód od centrum Londynu. Miejscowość liczy 8184 mieszkańców.